# Nathorstia
Nathorstia is een geslacht van uitgestorven varens uit de familie Matoniaceae met vertegenwoordigers uit het Onder-Krijt (145 tot 100 miljoen jaar geleden), gevonden in Groenland en Patagonië.
De varens worden gekenmerkt door veerdelige bladen met duidelijke middennerf en zijnerven die in een rechte hoek aftakken, ronde tot ovale sporenhoopjes of sori bestaande uit radiaal geplaatste sporendoosjes en voorzien van een dekvliesje of indusium.

## Naamgeving en etymologie
De botanische naam Nathorstia is een eerbetoon aan de Zweedse paleobotanicus Alfred Gabriel Nathorst (1850-1921).

## Soortenlijst
Hier volgt een onvolledige soortenlijst:
- Nathorstia angustifolia Heer (1880)
- Nathorstia fascia (Bayer) Nathorst

Geslacht: Konijnenburgia †

Soorten: K. alata · K. bohemica · K. galleyi · K. latifolia

Geslacht: Matonia

Soorten: M. foxworthyi · M. pectinata

Geslacht: Nathorstia †

Soort: N. angustifolia · N. fascia 

Geslacht: Phanerosorus

Soorten: P. major · P. sarmentosus 

Geslacht: Phlebopteris †

Soorten: P. angustiloba · P. braunii · P. elegans · P. hirsuta · P. polypodioides · P. smithii